# Tjede Peckes
Tjede Peckes (* um 1500 in Padingbüttel-Oberstrich; † 23. Dezember 1517 in Wremen-Wremer Tief) war eine wurtfriesische Fahnenjungfer. In dieser Region wird sie auch als Jeanne d’Arc des Nordens bezeichnet.

## Leben
Sie wurde als Tochter freier Bauern geboren und war Mitglied einer Frauenbewegung. Deren Mitglieder sahen sich als Nachfolgerinnen der virgines capitales, der vier maßgeblichen heiligen Jungfrauen der Christenheit (Katharina von Alexandrien, Barbara von Nikomedien, Margareta von Antiochia und Dorothea). Obschon zeitlebens unverheiratet, verweigerten sie den damals in solchen Fällen üblichen Gang ins Kloster, sondern nutzten diesen Umstand, um am politischen Leben teilnehmen zu können. So arbeitete auch Tjede Peckes in den Wurster Bauernräten mit, die Frauen nur als Jungfrauen mitwirken ließen.
Als sich die Wurster Friesen Ende des Jahres 1517 gegen die Steuern, die sie für ihre neu eingedeichten Ländereien an den Bremer Erzbischof Christoph von Braunschweig-Wolfenbüttel zahlen sollten, zur Wehr setzten, schickte dieser ein großes Söldnerheer, um den Aufstand niederzuschlagen. Nach erbitterten Kämpfen kam es am 23. Dezember zur Schlacht am Wremer Tief. Hierbei stemmte sich – neben den Männern – auch eine Gruppe von zirka 500 Mädchen und Frauen gegen die Bremische Übermacht. Peckes trug das Banner der Friesen, welches ein Abbild des Todes gezeigt haben soll. Sie fiel im Alter von siebzehn Jahren, als sie von einem Landsknecht mit dem Schwert angegriffen wurde.
Kaiser Maximilian I. bedauerte später ihren Tod mit den Worten „Wahrlich, es ist schade um diese Fahnenjungfrau, sie hätte die Mutter von Helden werden können.“

## Würdigungen
- Die Grundschule in Wremen ist nach Tjede Peckes benannt.[2]
- Seit 2001 stellt das Niedersächsische Deichmuseum Dorum eine etwa lebensgroße Statue der Fahnenjungfer aus.[3]
- In Dorum verläuft in einem Neubaugebiet die ringförmige Tjede-Peckes-Straße.
- Am Wremer Tief wurde am 27. Januar 2007 im Rahmen einer auf Plattdeutsch abgehaltenen Zeremonie eine Gedenktafel für Peckes aufgestellt.